# Létrafarkú szarka
A létrafarkú szarka (Temnurus temnurus) a madarak osztályának verébalakúak (Passeriformes) rendjébe és a varjúfélék (Corvidae) családjába tartozó Temnurus nem egyetlen faja.

## Rendszerezése
A fajt Coenraad Jacob Temminck holland arisztokrata és zoológus írta le 1825-ban, a Glaucopis nembe Glaucopis temnura néven.

## Előfordulása
Délkelet-Ázsiában, Kambodzsa, Laosz, Thaiföld és Vietnám területén, valamint a Kínához tartozó Hajnan szigetén honos. Természetes élőhelyei a mérsékelt övi erdők, szubtrópusi vagy trópusi síkvidéki esőerdők. Állandó, nem vonuló faj.

## Megjelenése
Testhossza 35 centiméter.

## Természetvédelmi helyzete
Az elterjedési területe nagyon nagy, egyedszáma ugyan csökken, de még nem éri el a kritikus szintet. A Természetvédelmi Világszövetség Vörös listáján nem fenyegetett fajként szerepel.